# Hiromi Hara
Hiromi Hara (原 博実 (Hara Hiromi?); Kuroiso, 19 ottobre 1958) è un allenatore di calcio ed ex calciatore giapponese, di ruolo attaccante.

## Palmarès

### Allenatore

#### Competizioni nazionali
- Coppa J. League: 1

FC Tokyo: 2004